# فربز (داکوتای شمالی)
فربز(به انگلیسی: Forbes) شهری در ایالت داکوتای شمالی کشور ایالات متحده آمریکا است که جمعیت آن در سرشماری سال ۲۰۱۰ میلادی، ۵۳ نفر بوده‌است.